# Razzo

Missile Vega della ESA

Un razzo (detto anche genericamente endoreattore) è un tipo di motore usato per conferire una spinta propulsiva a un veicolo quale generalmente un missile o più raramente un velivolo.

## Storia

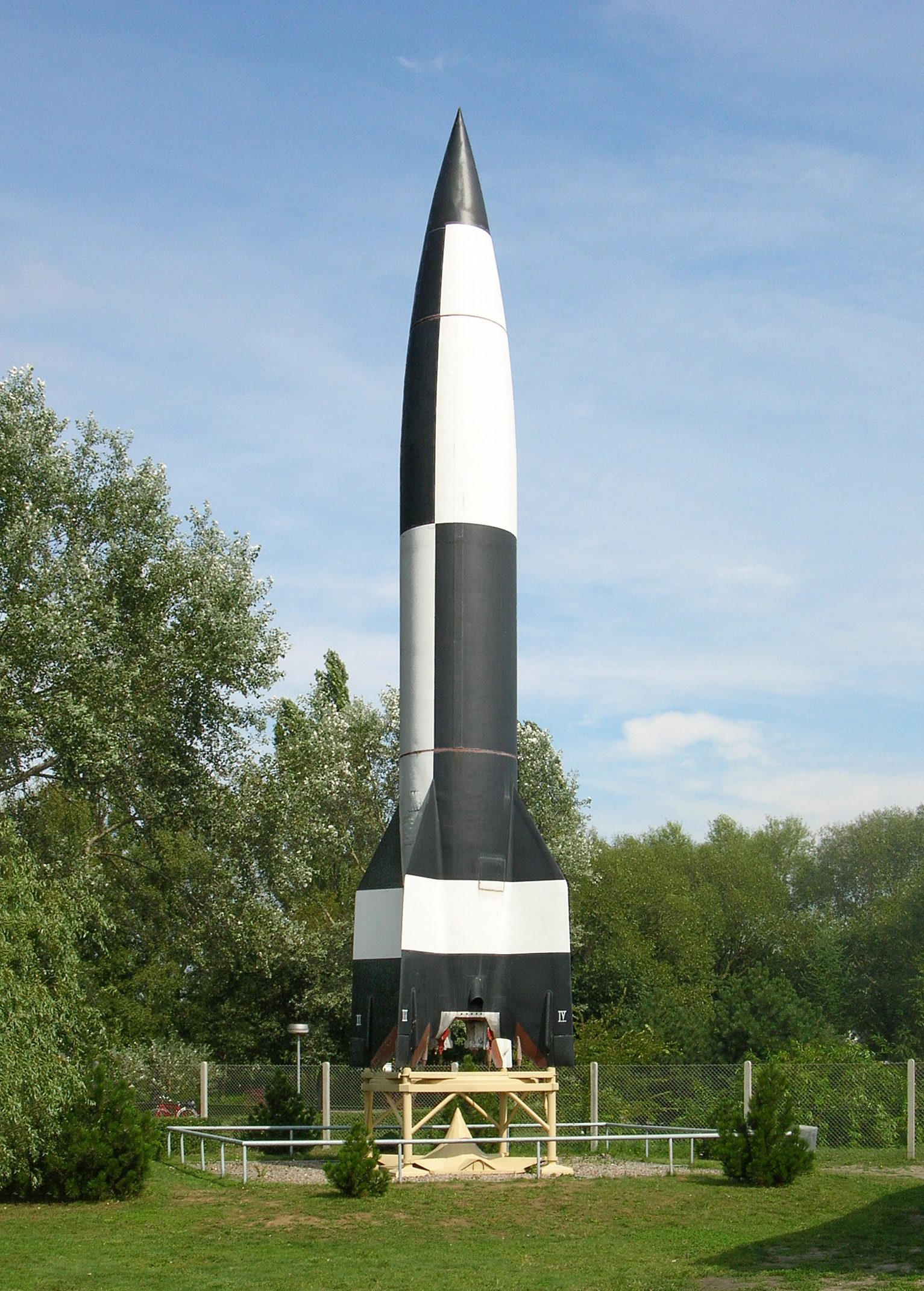
V2

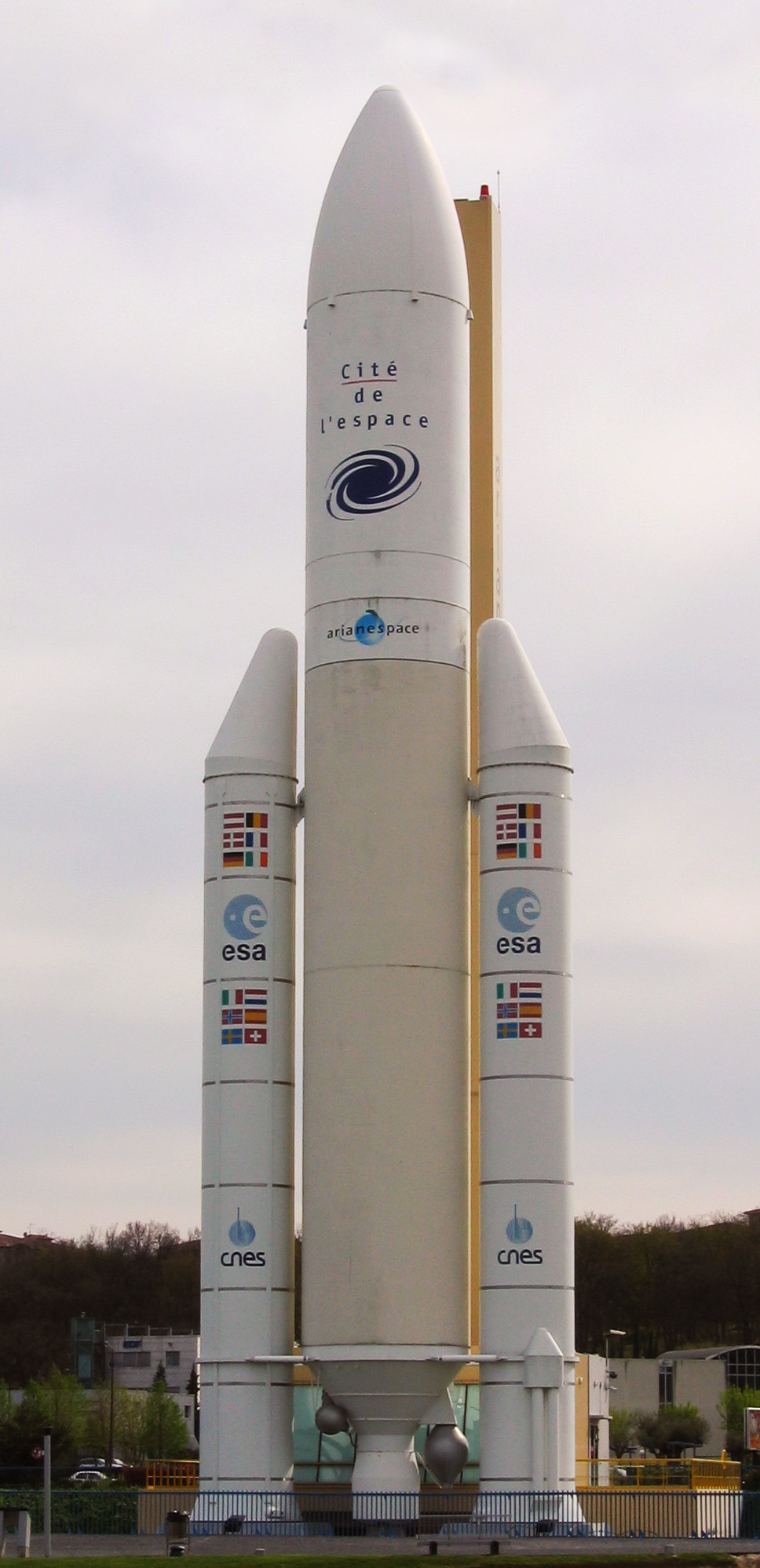
Ariane 5

Storicamente, i primi tentativi di sviluppare un razzo si fanno risalire ai cinesi circa nel 1000 d.C., utilizzando polvere nera. Questi razzi erano pensati come mezzo di intrattenimento, i precursori degli odierni fuochi d'artificio, ma in seguito vennero utilizzati come arma da guerra (XI secolo). Poiché le pressioni sulle pareti del razzo sono più basse, l'uso dei razzi nella guerra ha preceduto l'uso della pistola, che ha richiesto un livello elevato di tecnologia siderurgica. Fu in questo ruolo che i razzi vennero conosciuti dagli Europei, dove per secoli rimasero poco più di una curiosità. Nel 1706 l'ingegnere francese Amédée Frézier scrisse un lavoro intitolato Trattato sui fuochi d'artificio, che fu il primo studio scientifico sulla propulsione dei razzi.
Alla fine del XVIII secolo, i razzi vennero utilizzati militarmente in India contro i colonialisti inglesi. Gli inglesi poi iniziarono a provarli e li svilupparono ulteriormente durante il XIX secolo. La maggior figura a quel tempo era William Congreve. Da allora, l'uso dei razzi militari è dilagato attraverso l'Europa. I razzi red glare hanno aiutato ad ispirare l'inno nazionale degli Stati Uniti.  
I primi razzi erano molto imprecisi. Senza alcuna rotazione del razzo, né l'inserimento di alcun giunto cardanico di spinta, essi avevano la tendenza a virare in maniera acuta dalla traiettoria. I primi razzi britannici di Congreve ridussero in qualche modo questa tendenza attaccando un lungo stecco alla fine del razzo (simile agli odierni razzi bottiglia) per rendere più difficile per il razzo cambiare la propria corsa. Il più grande dei razzi Congreve, Carcass, pesava 14,5 kg ed aveva uno stecco di 4,6 metri. Originariamente gli stecchi erano montati di fianco, ma questa abitudine fu più tardi cambiata montandoli al centro del razzo, riducendo la resistenza e rendendo possibile lanciare più precisamente il razzo da un segmento di tubo.
Il problema dell'accuratezza fu principalmente risolto nel 1844 quando William Hale modificò il disegno stesso del razzo così che la spinta fosse leggermente vettorizzata per causare una rotazione del razzo attorno alla direzione del moto, analogamente ai proiettili. Con il razzo Hale si rese superfluo lo stecco posto alla base, si ottenne una maggior gittata grazie a una minore resistenza opposta dall'aria e anche un'accuratezza molto migliore. La gittata dei razzi venne ulteriormente aumentata con l'aggiunta di un secondo stadio, che avvenne nel 1865 ad opera del colonnello inglese Edward Boxer, il quale ebbe l'idea di mettere due razzi uno dietro l'altro nello stesso tubo.
I primi razzi erano anche decisamente inefficienti, per cui il loro uso per scopi militari venne accantonato nella seconda metà dell'Ottocento in seguito al miglioramento delle artiglierie. L'uso dei razzi venne ripreso durante la prima guerra mondiale, quando il tenente francese Yves Le Prieur inventò un razzo incendiario da montare sugli aerei per abbattere palloni aerostatici e dirigibili nemici. I razzi di Le Prieur furono usati dalle Forze Armate francesi e inglesi, ma erano piuttosto imprecisi e il loro uso venne abbandonato in favore di un nuovo tipo di pallottole esplosive.
I razzi moderni nacquero quando, dopo aver ricevuto un finanziamento nel 1917 dallo Smithsonian Institution, Robert Goddard collegò un ugello di de Laval alla camera di combustione di un motore di un razzo, raddoppiando la spinta e aumentandone enormemente l'efficienza, conferendoci la reale possibilità di effettuare viaggi spaziali.
Negli anni venti in Germania un gruppo di scienziati sotto la guida di Hermann Oberth cominciò ad effettuare studi sui razzi a propellente liquido. Le tecniche sviluppate da Goddard e Oberth furono applicate negli anni quaranta ai razzi V2, disegnati da Wernher Von Braun che divenne uno dei principali attori nello sviluppo moderno di missili. I V2 furono usati estesamente da Adolf Hitler negli ultimi periodi della seconda guerra mondiale come arma per generare terrore nella popolazione della Gran Bretagna, mentre nel dopoguerra ogni lancio ben riuscito saliva alto nel vuoto dello spazio ed era di buon augurio all'inizio dell'era spaziale.
I razzi rimangono un'arma militare assai diffusa. L'uso di razzi da vasto campo di battaglia del tipo dei V2 ha aperto la strada ai missili guidati, ma i razzi sono spesso usati da elicotteri e aerei leggeri per attacchi a terra, essendo più potenti della mitragliatrice, e allo stesso tempo privi del rinculo del cannone pesante; per questo motivo sono usati anche da lanciarazzi montati su autocarri, come i famosi lanciarazzi Katjusha.  Negli anni cinquanta ci fu la fugace moda dei razzi aria-aria, fra cui il formidabile razzo a testata nucleare AIR-2 Genie, ma già agli inizi degli anni sessanta tutti questi erano già stati abbandonati in favore dei missili aria-aria.

## Caratteristiche
La spinta, per la terza legge della dinamica o principio di azione e reazione, è generata dallo scarico di propellente che si trova immagazzinato all'interno del razzo. A seconda del tipo di razzo, la massa propellente può essere espulsa a una pressione più o meno alta e in seguito a una combustione che le conferisce una maggiore energia (energia chimica che si trasforma in energia termica, cioè entalpia) da sfruttare per la spinta propulsiva. Comunemente, ma erroneamente, il termine razzo è utilizzato anche per indicare l'intero veicolo missile.
La maggior parte dei razzi attuali sono razzi chimici. Un razzo a motore chimico può usare il propellente solido, come ad esempio lo Space Shuttle Solid Rocket Booster, il propellente liquido, come per i motori principali dello Space Shuttle, o un ibrido. La reazione chimica inizia tra il combustibile e l'ossidante nella camera di combustione. I gas caldi generati vengono accelerati da uno o più ugelli posti nell'estremità inferiore del razzo. L'accelerazione di questi gas tramite il motore produce una forza ('spinta') sulla camera di combustione e sugli ugelli, che sposta in avanti il razzo (in conformità con la terza legge di Newton).
Per questo motivo è necessario che il razzo trasporti tutto il propellente al suo interno. Sono particolarmente utili quando le velocità in gioco sono molto alte (Mach 25 circa). La velocità di un razzo si ricava della equazione dei razzi, dovuta a Tsiolkovsky, che pone la differenza di velocità in rapporto alla velocità dello scarico, e al rapporto tra massa iniziale e finale. Questo rapporto è di 20/1 per i propellenti densi come l'ossigeno liquido con il kerosene, 25/1 per i monopropellenti densi come il perossido d'idrogeno e 10/1 per l'ossigeno e l'idrogeno liquidi. Tuttavia il rapporto totale dipende da molti altri fattori quale il tipo di motore che il veicolo utilizza e i margini di sicurezza strutturali.
La gamma dei razzi è molto ampia: si va da modellini quasi amatoriali a razzi usati come propulsori di missili enormi come il Saturn V, utilizzato nel Programma Apollo o l'Ariane 5.

## Utilizzo

### Esplorazione dello spazio
Quando un razzo viene usato per inviare in orbita un satellite viene chiamato razzo vettore, detto convenzionalmente lanciatore.
Nell'esplorazione spaziale i razzi sono anche usati per la decelerazione, il trasferimento ad un'orbita meno energetica (ad esempio entrare in una orbita circolare provenendo dall'esterno), per l'atterraggio in ambienti privi di atmosfera (come per il modulo lunare Apollo), ed a volte per ammorbidire un atterraggio con paracadute.
I razzi basati sui propellenti chimici non sono adatti ai lunghi viaggi spaziali, per cui si è pensato di ricorrere all'energia nucleare. Razzi termici nucleari sono stati sviluppati, e anche se mai finora utilizzati promettono particolarmente bene per l'uso interplanetario. Sono allo studio anche razzi a fusione nucleare, più potenti dei razzi termici nucleari basati sulla fissione.
I razzi a propulsione nucleare di impulso possono dare una spinta molto forte e velocità di espulsione.
Un'altra classe di propulsori simili a razzo in uso sempre più comune sono i propulsori ionici, che usano energia elettrica piuttosto che chimica per accelerare la loro massa di reazione.
I razzi a fotoni, che permetterebbero di raggiungere velocità molto vicine alla velocità della luce, sono al momento soltanto teorici e molto al di là delle attuali possibilità tecnologiche.

### Scopi scientifici
I razzi vengono usati a scopi scientifici per effettuare studi dell'alta atmosfera; in tal caso effettuano voli suborbitali e vengono chiamati razzi-sonda.

### Uso militare
I razzi sono usati per scopi militari, per operazioni di salvataggio (es. razzi di segnalazione), per la ricerca scientifica, per trasporto di satelliti artificiali o sonde spaziali in orbita nello spazio (razzo vettore), per hobby (razzimodellismo) e per divertimenti (fuochi d'artificio).
Nella terminologia militare, generalmente un razzo usa propellente solido ed è senza guida. Questi possono essere lanciati da aerei contro obiettivi fissi come i palazzi, oppure da terra contro altri obiettivi terrestri.
Sempre nella terminologia militare, la differenza tra razzo e missile sta nel fatto che il missile ha un sistema di guida, e usa propellente anche liquido.
| Periodo   | Anno          | Evento |
| --------- | ------------- | --- |
| 1200/1300 | fine Trecento | Marco il Greco descrive i razzi nel suo "Liber ignium adcomburendum hostes". |
| 1800      | 1883          | Il maestro elementare russo Konstantin Eduardovic Zjolkovskij elabora la teoria dei razzi. |
| 1800      | 1895          | Zjolkovskij pubblica a Mosca "Sogno della Terra e del cielo", dove propone l'idea di un satellite artificiale in orbita al di sopra dell'atmosfera. |
| 1900-1910 | 1903          | Zjolkovskij pubblica "Esplorazione dello spazio cosmico mediante apparecchi a reazione". |
| 1900-1910 | 1909          | L'americano Robert Hutchings Goddard incomincia a elaborare la teoria della propulsione a razzo. |
| 1911-1920 | 1912          | Goddard, misurando la spinta di un piccolo razzo a propellente solido chiuso in un recipiente a vuoto pneumatico, dimostra definitivamente che quel tipo di motore può funzionare anche in assenza di aria.                                                     |
| 1911-1920 | 1918          | Zjolkovskij in "Fuori dalla Terra" auspica una collaborazione internazionale per la conquista dello spazio. |
| 1911-1920 | 1919          | Esce il saggio di Goddard "Metodo per raggiungere grandi altezze". |
| 1921-1930 | 1923          | Il tedesco Herman Julius Oberth pubblica "Il razzo verso gli spazi interplanetari" nel quale, senza conoscere i lavori di Zjolkovskij e di Goddard, ipotizza un razzo a due stadi a propellente liquido in grado di sfuggire al campo gravitazionale terrestre. |
| 1921-1930 | 1926          | Il 16 marzo Goddard riesce a lanciare il primo razzo a propellente liquido: esso si alza fino a 30 metri e ne percorre 56, raggiungendo i 103 km/h. |
| 1921-1930 | 1927          | In una birreria di Breslavia si costituisce la "Società per i viaggi nello spazio" e Oberth ne diventa presidente. |
| 1921-1930 | 1930          | Il 23 luglio un razzo di Oberth funziona per 90 secondi. |
| 1931-1940 | 1931          | Rudolf Nebel e Wernher Von Braun lanciano un razzo che raggiunge la quota di 350 metri. |
| 1931-1940 | 1933          | Il russo Sergej Pavlovič Korolëv lancia un razzo a propellente liquido |
| 1931-1940 | 1935          | I razzi di Von Braun, "Max" e "Moritz", raggiungono l'altezza di 2200 metri. |
| 1931-1940 | 1937          | Nasce la base di Peenemünde, dove Wernher Von Braun sviluppa i razzi per scopi militari al servizio del regime nazista. |
| 1941-1950 | 1942          | Il 3 ottobre primo lancio riuscito del razzo A4, che sarà poi chiamato V2 dall'iniziale della parola Vergeltungswaffe (arma di rappresaglia) |
| 1941-1950 | 1944          | L'8 settembre la prima V2 operativa colpisce un sobborgo di Londra; questi razzi sono alti 14 metri e pesano quasi 13 tonnellate. |
| 1941-1950 | 1945          | Von Braun si trasferisce negli Stati Uniti, dove riprende a lavorare sui missili. |